# 春日キスヨ
春日 キスヨ（かすが キスヨ、1943年 - ）は、日本の福祉学者、社会学者。専門は家族問題。

## 経歴
熊本県出身。九州大学教育学部卒業。同大学大学院教育学研究科博士課程中途退学。京都精華大学教授、安田女子大学教授などを経て、2012年まで松山大学人文学部社会学科教授。
家族社会学、福祉社会学を専攻。現場の支援者たちと協働して、父子家庭、不登校、ひきこもり、障害者・高齢者介護などに関する研究を行った。
『介護とジェンダー 男が看とる 女が看とる』で1998年度山川菊栄賞を受賞した。

## 単著
- 『父子家庭を生きる 男と親の間』勁草書房 1989年 ISBN 4326651024
  - オンデマンド版 勁草書房 2013年 ISBN 9784326980673
- 『家族の条件　豊かさのなかの孤独』岩波書店（シリーズ生きる）1994年 ISBN 4000038206
  - 岩波現代文庫 2000年 ISBN 4006030185
- 『介護とジェンダー　男が看とる女が看とる』家族社 1997年 ISBN 4907684002
- 『介護にんげん模様 少子高齢社会の「家族」を生きる』朝日新聞社 2000年 ISBN 4022575301
- 『介護問題の社会学』岩波書店 2001年 ISBN 4000224212
  - 岩波人文書セレクション 2011年 ISBN 9784000285131
  - オンデマンド版 2015年 ISBN 9784007303012
- 『高齢者とジェンダー ひとりと家族のあいだ』ひろしま女性学研究所（Hiroshima・1000シリーズ）2009年 ISBN 9784907684198
- 『変わる家族と介護』講談社（講談社現代新書）2010年 ISBN 9784062880824
- 『家族と介護のあいだ』春日キスヨ述 富山県女性財団編 富山県女性財団 2011年 NCID BB2629230X
- 『高齢社会を生き抜く 人生100年、楽しく生きる覚悟と心意気を!』春日キスヨ述 富山県女性財団編 富山県女性財団 2011 NCID BB26290789
- 『百まで生きる覚悟 超長寿時代の「身じまい」の作法』光文社（光文社新書）2018年 ISBN 9784334043797

## 共著
- 『孤独の労働 高齢者在宅介護の現在』春日耕夫、春日キスヨ著　広島修道大学総合研究所（広島修道大学研究叢書） 1992年 NCID BN07522440
- 『ジェンダーの社会学』井上俊ほか編集委員 岩波書店（岩波講座現代社会学） 1995年 ISBN 4000107011
- 『ジェンダーと女性』田端泰子、上野千鶴子、服藤早苗編 早稲田大学出版部（シリーズ比較家族）1997年 ISBN 4657972057
- 『成熟と老いの社会学』井上俊ほか編 岩波書店（岩波講座現代社会学）1997年 ISBN 4000107038
- 『これからの家庭基礎 あたらしい生活を求めて』竹中恵美子ほか 一橋出版 2003年 NCID BA6390566X - 平成14年3月10日文部科学省検定済教科書 高等学校家庭科用
- 『家族のケア 家族へのケア』上野千鶴子ほか編集委員 岩波書店（ケアその思想と実践）2008年 ISBN 9784000281249
- 『ニーズ中心の福祉社会へ　当事者主権の次世代福祉戦略』上野千鶴子、中西正司編 医学書院（シリーズケアをひらく）2008年 ISBN 9784260006439
- 『家族を超える社会学 新たな生の基盤を求めて』牟田和恵編 新曜社 2009年 ISBN 9784788511835
- 『親密性の福祉社会学 ケアが織りなす関係』庄司洋子編 東京大学出版会（シリーズ福祉社会学）2013年 ISBN 9784130541398